# Dipterocarpus palembanicus
Dipterocarpus palembanicus — вид тропических деревьев из рода Диптерокарпус семейства Диптерокарповые.
Имеет два подвида: Dipterocarpus palembanicus palembanicus и Dipterocarpus palembanicus borneensis. Впервые был отписан в 1927 году нидерландским ботаником Дирком Слоотеном (1891—1953).
Распространён в Малайзии и Индонезии: произрастает на островах Калимантан и Суматра и полуострове Малакка.